# L'Esprit public (quotidien)
L'Esprit public est un quotidien fondé par Jean-Charles de Lesseps au XIXe siècle.

## Histoire
Jean-Charles de Lesseps, député de Lot-et-Garonne et ancien rédacteur en chef du Commerce, quotidien indépendant de gauche, a décidé de fonder le 15 septembre 1845 L'Esprit public, « journal quotidien de la politique, de l'industrie, de l'agriculture, des lettres et des arts ». Lorsqu'il se retire de la direction de L'Esprit public, Jean-Baptiste Charles Paya prend sa succession. Le journal fusionne l’année suivante avec La Patrie, pour devenir La Patrie, journal de l’Esprit public. Paya donne au journal « une couleur radicale plus avancée » et décide qu'il sera vendu « à très bon marché ».